# تكتم
السَّيِّدَةُ أُمُّ الْبَنِينَ تَكْتُم (وُلِدَتْ قَبْلَ عامِ 135 هـ / 753 م)، وَيُقال لها أيضًا: «نَجْمَة» وَ«سَكَن». هي جاريةٌ صالحة اشتراها الإمام موسى بن جعفر الكاظم، وخصّها بمقامٍ عظيم، إذ أنجبت له من أنجَب الأبناء: الإمام علي الرضا، والسيدة فاطمة المعصومة، والسيد القاسم. وقد أطلق عليها الإمام الكاظم  لقب «الطَّاهِرَة» حينما وُلد له الإمام الرضا، اعترافًا بسموّ مكانتها وطهارتها الروحية. كانت من النساء العفيفات الطاهرات، عُرفت بعمق إيمانها، وسموّ تقواها، وورعها في السلوك والعبادة. تنتمي السيدة تكتم إلى صفوة الإماء الصالحات، اللواتي اشتراهنّ الأئمة الأطهار وخصّوهن بشرف الأمومة للأئمة .

## اسمها وكنيتها
يُقال لها: أُمّ البنين، واسمها تَكتُم، وقيل: نجمة، وقيل: سكن النوبية، وقيل: خيزران المرسية، وقيل: قليم، وقيل: أروى، وقيل: سمان، وقيل: شهدة، وقيل: صقر. ورد أن أصولها من بلاد المغرب العربي ومن مدينة نوبة.

## ملكيّتها
كانت مُلكاً للسيّدة حميدة المصفّاة ـ أُمّ الإمام الكاظم ـ ثمّ وهبتها لابنها الإمام الكاظم، قائلة له: «يا بني، إنّ تكتم جارية، ما رأيت جارية قط أفضل منها، ولست أشكّ أنّ الله تعالى سيظهر نسلها إن كان لها نسل، وقد وهبتها لك فاستوص خيراً بها».

## خُلقها
ورد: «أن تكتم كانت من أفضل النساء في عقلها ودينها وإعظامها لمولاتها حميدة المصفاة حتى أنها ما جلست بين يديها منذ ملكتها إجلالا لها».

## وفاتها
تُوفيت السيدة تَكْتُم في المدينة المنورة، ودُفنت في مقبرة البقيع، ولم تُحدّد لنا المصادر تاريخ وفاتها، إلّا أنّها كانت من أعلام القرن الثاني الهجري. قيل: «إنّها مرضت لمّا علمت بموت ولدها القاسم، فلم تمكث إلّا ثلاثة أيّام حتّى ماتت».